# Societat de Borda
La Societat de Borda és una societat científica occitana fundada a Dacs el 1876. Des d'aquesta data edita un butlletí trimestral en la que s'hi troben articles detallats sobre totes les àrees del coneixement sobre el departament de les Landes.

## Presentació
La societat deu el seu nom als seus dos fundadors, Jacques-François de Borda d'Oro (Dacs, 1718- Saunhac e Cambran, 1804), naturalista, i Jean-Charles de Borda (Dacs, 1733 - París, 1799), matemàtic, i marí francès, nascut el 4 de maig de 1733 a Dacs. Des de la seva fundació ha publicat nombrosos informes sobre recerca arqueològica, però actualment pretén ser la memòria viva de les Landes i aplega a tots aquells que hi estiguin interessats.
Organitza reunions descentralitzades mensuals que donen veu als estudiants, publica un butlletí trimestral que presenta comunicacions diversificades i originals, organitza col·loquis temàtics i fa intercanvis amb altres societats de territoris veïns interessades en la història local.

## Presidents
- Henry du Boucher (1835-1891) fundador de la societat el 1876.
- Eugène Dufourcet (1839-1900), president de 1890 a 1900.
- Jacques-François Abbadie (1838-1913), president de 1900 a 1913.
- Eugène Bourretère (1848-1937), president de 1913 a 1925.
- Ferdinand Pouyau (1858-1947), president de 1926 a 1937.
- Louis Dufourcet (1866-1941), fill d'Eugène Dufourcet, president de 1938 a 1941.
- Antonio Aparisi-Serres !1883-1956), president de 1944 a 1956.
- Fernand Thouvignon (1904-1979), president de 1956 a 1979.
- Charles Blanc (1921-2004), president de 1979 a 1994.
- Jean Peyresblanques (1927), president de 1994 a 2009.
- Jean-Jacques Taillentou (1959), president des de 2009.

L'abat Cesari Daugèr fou vicepresident de 1921 a 1945 i Ferdinand Bernède en fou president honorari de 1959 a 1963.